# Deokjeok-myeon
Deokjeok-myeon (koreanska: 덕적면)  är en socken i landskommunen Ongjin-gun i provinsen Incheon i Sydkorea. 
Socknen består av 42 öar. Huvudön är Deokjeokdo, 85 kilometer sydväst om Seoul. Övriga större öar är Soyado, Mungapdo, Gureopdo, Budo,  Baegado och Uldo.